# 오아라이역
오아라이역(일본어: 大洗駅, おおあらいえき)은 일본 이바라키현 히가시이바라키군 오아라이정에 있는 가시마 임해 철도 오아라이카시마 선의 역이다.
가시마 임해 철도의 본사・차량기지의 오아라이 차량구도 설치되어 있다.

## 역 구조
혼합식 승강장 2면 3선의 고가역이다. 역사는 구내의 동쪽에 있는 건물 내에는 본사도 위치하고 있다. 오아라이 차량구는 구내 서쪽에 놓여 있다.
종일 직원 배치역이다. 매표 창구(입장권도 발매) 자동 매표기가 설치되어 있다. 또한, 매점, 인포메이션 코너(무휴로 개설 시간 9:00 - 17:00)도 있다.

### 승강장
| 번호 | 노선                | 방향 | 행선                      |
| ---- | ------------------- | ---- | ------------------------- |
| 1    | ■ 오아라이카시마 선 | 하행 | 신호코타・가시마진구 방면 |
| 2・3 | ■ 오아라이카시마 선 | 상행 | 미토 방면                 |

## 역 주변
역 주변은 주로 주택가에서 상점가나 관광지에는 노선 버스나 택시를 이용한다.
- 오아라이 정사무소
- 오아라이 우체국
- 오누키 우체국
- 구루마쓰카 고분
- 히누마 강
- 오아라이 해안 공원
- 오아라이 썬 비치 해수욕장
- 오아라이 마린 타워
- 오아라이 시사이드 스테이션
- 이바라키 항 오아라이 미나토 구역
- 오아라이이소사키 신사
- 아쿠아 월드・오아라이
- 국도 제51호선
- 이바라키 지방 도로 2호 미토호코타사하라 선
- 이바라키 지방 도로 106호 나가오카오아라이 선

## 역사
- 1985년 3월 14일: 영업 개시.
- 2005년 7월: 렌타 사이크루 영업 개시.

## 사진

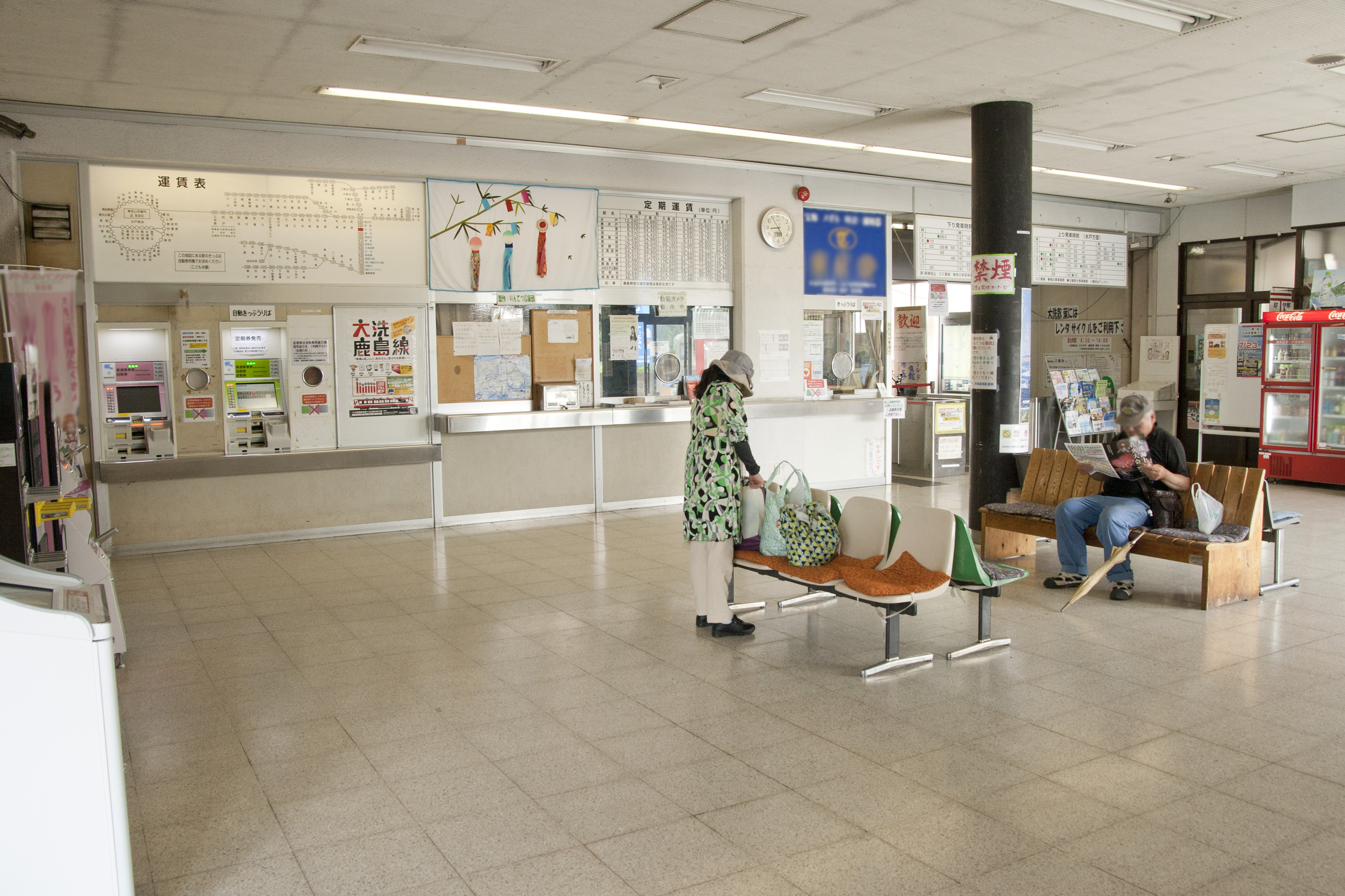
개찰구

## 인접역
| 가시마 임해 철도 ■ 오아라이카시마 선 | 가시마 임해 철도 ■ 오아라이카시마 선 | 가시마 임해 철도 ■ 오아라이카시마 선 |
| ------------------------------------ | ------------------------------------ | ------------------------------------ |
| 쓰네즈미 미토 방면                   |                                      | 히누마 가시마진구 방면               |